# 小栗山村 (新潟県刈羽郡)
小栗山村（こぐりやまむら）は、かつて新潟県刈羽郡にあった村。

## 沿革
- 1889年（明治22年）4月1日 - 町村制施行に伴い刈羽郡小栗山村が村制施行し、小栗山村が発足。
- 1900年（明治33年）2月23日 - 刈羽郡森光村と合併し、森山村となり消滅。